# 潘新洋
潘新洋（1962年3月30日—），男，汉族，台湾台中人，中华人民共和国政治人物，现任台湾民主自治同盟中央委员会常务委员、联络部部长，第十三届全国政协委员。